# NCSM Noranda (J265)
Le NCSM Noranda (pennant number J265) (ou en anglais HMCS Noranda) est un dragueur de mines de la Classe Bangor lancé pour la Royal Canadian Navy (RCN) et qui a servi pendant la Seconde Guerre mondiale.

## Conception
Le Noranda est commandé dans le cadre du programme de la classe Bangor de 1940-41 pour le chantier naval de Davie Shipbuilding and Repairing Co. Ltd. de Lauzon au Québec au Canada. La pose de la quille est effectuée le 27 décembre 1940, le Noranda est lancé le 13 juin 1941 et mis en service le 15 mai 1942.
La classe Bangor doit initialement être un modèle réduit de dragueur de mines de la classe Halcyon au service de la Royal Navy,. La propulsion de ces navires est assurée par 3 types de motorisation: moteur diesel, moteur à vapeur à pistons et turbine à vapeur. Cependant, en raison de la difficulté à se procurer des moteurs diesel, la version diesel a été réalisée en petit nombre.
Les dragueurs de mines de classe Bangor version canadienne déplacent 601 tonnes en charge normale. Ils ont une longueur totale de 49,4 mètres, une largeur de 8,5 mètres et un tirant d'eau de 2,51 mètres. Ce navire est propulsé par d'un moteur diesel B&W 9 cylindres entraînant deux arbres d'hélices. Le moteur développe une puissance de 2 000 chevaux-vapeur (1 500 kW) et atteint une vitesse maximale de 16 nœuds (30 km/h).
Leur manque de taille donne aux navires de cette classe de faibles capacités de manœuvre en mer, qui seraient même pires que celles des corvettes de la classe Flower. Les versions à moteur diesel sont considérées comme ayant de moins bonnes caractéristiques de maniabilité que les variantes à moteur alternatif à faible vitesse. Leur faible tirant d'eau les rend instables et leurs coques courtes ont tendance à enfourner la proue lorsqu'ils sont utilisés en mer de face.
Les navires transportent 66 t de gazole.
Les navires de la classe Bangor sont également considérés comme exiguës pour les membres d'équipage, entassant 6 officiers et 77 matelots dans un navire initialement prévu pour un total de 40.

## Histoire

### Seconde Guerre mondiale
Le Noranda est mis en service dans la Marine royale du Canada à Québec le 15 mai 1942.
Après avoir réalisé ses essais à Pictou, en Nouvelle-Écosse, le Noranda est affecté à la Halifax Force, une force d'escorte locale opérant depuis Halifax en Nouvelle-Écosse.
En février 1943, le dragueur de mines est réaffecté à la Western Local Escort Force (WLEF), qui escorte les convois le long de la côte de l'Amérique du Nord. En juin 1943, les escortes de la WLEF sont placées en groupes, la Noranda rejoignant la W-9. Il reste avec cette unité jusqu'en mai 1944, date à laquelle le navire est transféré à la Sydney Force, une force d'escorte locale opérant depuis Sydney en Nouvelle-Écosse.
Le Noranda subit un important réaménagement à Lunenburg en Nouvelle-Écosse, de septembre à décembre 1944, avant de reprendre du service le 2 février 1945. Le dragueur de mines retourne brièvement à la Halifax Force avant de rejoindre la Sydney Force. Le navire est désarmé le 28 août 1945 à Halifax.

### Après-guerre
Le Noranda est transféré à la Gendarmerie royale du Canada (GRC) (ou Royal Canadian Mounted Police (RCMP)) le 28 août 1945 pour servir dans sa division maritime et est rebaptisé NCSM Irvine en 1947,,. Le Irvine est stationné à Halifax jusqu'en 1962.
La GRC vend le navire en 1962 pour être utilisé comme yacht et est renommé Miriana.
En 1969, le navire est rebaptisé Marijana et appartient à la Rainbow Import & Manufacturing.
Le navire est revendu en 1969, cette fois à Dolphin Sg Co Ltd et renommé Viking L&R et enregistré aux îles Caïmans.
En mai 1971, le yacht s'échoue à Montego Bay, en Jamaïque,. Son registre est supprimé aux îles Caïmans en 1977.

### Honneurs de bataille
- Gulf of St. Lawrence 1942
- Atlantic 1943–45

### Participation auxconvois
Le Noranda a navigué avec les convois suivants au cours de sa carrière:
1. Convoi BX 146
2. Convoi BX 156
3. Convoi HX 229A
4. Convoi HX 232
5. Convoi HX 237
6. Convoi HX 242
7. Convoi HX 264
8. Convoi HX 266
9. Convoi HX 270
10. Convoi HX 275
11. Convoi HX 280
12. Convoi HX 285
13. Convoi HX 291
14. Convoi HX 292
15. Convoi HX 296
16. Convoi HX 301
17. Convoi HX 303
18. Convoi HX 305
19. Convoi ON 167
20. Convoi ON 172
21. Convoi ON 176
22. Convoi ON 177
23. Convoi ON 182
24. Convoi ON 206
25. Convoi ON 209
26. Convoi ON 211
27. Convoi ON 215
28. Convoi ON 220
29. Convoi ON 222
30. Convoi ON 227
31. Convoi ON 230
32. Convoi ON 299
33. Convoi ON 300
34. Convoi ONS 19
35. Convoi SC 143
36. Convoi XB 35
37. Convoi XB 129
38. Convoi XB 145
39. Convoi XB 145A
40. Convoi XB 155A

### Commandement
- T/Lieutenant (T/Lt.) William Robert Nunn (RCNR) du 15 mai 1942 au 10 janvier 1943
- T/Lieutenant (T/Lt.) John Eugene Francois (RCNR) du 11 janvier 1943 au 1er septembre 1944
- Lieutenant (Lt.) J.C.K. McNaught (RCNVR) du 2 septembre 1944 au 17 octobre 1944
- Lieutenant (Lt.) Robert Anthony Wright (RCNVR) du 18 octobre 1944 au 7 novembre 1944
- T/Lieutenant (T/Lt.) Gordon Edward Gilbridge (RCNVR) du 8 novembre 1944 au 18 juillet 1945

Notes:
RCNR: Royal Canadian Naval Reserve
RCNVR: Royal Canadian Naval Volunteer Reserve 